# Багли, Марвин
Марвин Багли III (англ. Marvin Bagley III; род. 14 марта 1999, Темпе, Аризона) — американский профессиональный баскетболист, выступающий за команду НБА «Вашингтон Уизардс». Играет на позиции тяжёлого форварда. Был выбран на драфте НБА 2018 года под 2-м номером клубом «Сакраменто Кингз».

## Карьера в НБА

### Сакраменто Кингз (2018—2022)
21 июня 2018 года Багли был выбран «Сакраменто Кингз» на драфте НБА 2018 года под вторым номером, после своего бывшего школьного товарища по команде Деандре Эйтона. 1 июля 2018 года Багли подписал с «Кингз» контракт новичка.
Багли дебютировал в составе «Сакраменто» 17 октября 2018 года, набрав 6 очков и сделав 5 подборов за 12 минут. В следующей игре, состоявшейся два дня спустя, Багли набрал 19 очков, 8 подборов, 3 передачи и 3 блока в проигрыше от «Нью-Орлеан Пеликанс». 24 ноября Багли сделал дабл-дабл из 20 очков и 17 подборов, выйдя со скамейки запасных в матче с «Голден Стэйт Уорриорз». Во время второго матча с «Голден Стэйт» 14 декабря Багли получил травму левого колена, из-за чего выбыл на 11 игр.
19 марта 2019 года Багли набрал 28 очков, выйдя со скамейки запасных в матче с «Бруклин Нетс».
24 октября 2019 года у Багли был диагностирован несмещенный перелом большого пальца правой руки, и ожидалось, что он выбыл из строя на срок от четырёх до шести недель. Вместо этого он провел только 13 игр, прежде чем сезон был приостановлен из-за пандемии COVID-19 11 марта 2020 года. 19 июля 2020 года Багли получил травму правой стопы во время тренировки, и, как ожидалось, пропустит остаток сезона 2019/20.
4 декабря 2020 года «Сакраменто Кингз» объявили о том, что они активировали опцию в контракте Багли.
Перед началом сезона 2021/22 «Кингз» сообщили Багли, что он будет выведен из ротации, так как сторонам не удалось достичь соглашения о продлении контракта.

### Детройт Пистонс (2022—2024)
10 февраля 2022 года Багли был обменян в «Детройт Пистонс» в рамках сделки с четырьмя командами, в результате которой в «Кингз» были отправлены Донте Дивинченцо, Джош Джексон и Трей Лайлз. 14 февраля Багли дебютировал в составе «Пистонс», набрав 10 очков, восемь подборов и одну передачу в поражении от «Вашингтон Уизардс».
6 июля 2022 года Багли продлил контракт с «Пистонс» на три года и 37,5 млн долларов. 25 февраля 2023 года, пропустив более месяца из-за травмы руки, Бэгли набрал 21 очко и сделал 18 подборов в матче с «Торонто Рэпторс».

### Вашингтон Уизардс (2024—2025)
4 января 2024 года Багли был обменян в «Вашингтон Уизардс» вместе с Айзеей Ливерсом и будущими предложениями по драфту в обмен на Данило Галлинари и Майка Мускалу.

### Мемфис Гриззлис (2025)
6 февраля 2025 года Багли был отдан в «Мемфис Гриззлис» в последний день обмена вместе с Джонни Дэвисом и драфт-пиками в рамках трехсторонней сделки с участием Маркуса Смарта. 20 апреля, в первом раунде плей-офф НБА 2025 года и в своём дебютном матче плей-офф, Бэгли набрал 17 очков, реализовав 8 из 8 бросков с игры, а также сделал пять подборов и два перехвата в поражении от «Оклахома-Сити Тандер» со счётом 80:131.

### Вашингтон Уизардс (2025–настоящее время)
11 июля 2025 года Бэгли подписал однолетний контракт с «Вашингтон Уизардс».

## Статистика

### Статистика в НБА
| Сезон                                                                                    | Команда    | Регулярный сезон | Регулярный сезон | Регулярный сезон | Регулярный сезон | Регулярный сезон | Регулярный сезон | Регулярный сезон | Регулярный сезон | Регулярный сезон | Регулярный сезон | Регулярный сезон | Серия плей-офф | Серия плей-офф | Серия плей-офф | Серия плей-офф | Серия плей-офф | Серия плей-офф | Серия плей-офф | Серия плей-офф | Серия плей-офф | Серия плей-офф | Серия плей-офф |
| Сезон                                                                                    | Команда    | GP               | GS               | MPG              | FG%              | 3P%              | FT%              | RPG              | APG              | SPG              | BPG              | PPG              | GP             | GS             | MPG            | FG%            | 3P%            | FT%            | RPG            | APG            | SPG            | BPG            | PPG            |
| ---------------------------------------------------------------------------------------- | ---------- | ---------------- | ---------------- | ---------------- | ---------------- | ---------------- | ---------------- | ---------------- | ---------------- | ---------------- | ---------------- | ---------------- | -------------- | -------------- | -------------- | -------------- | -------------- | -------------- | -------------- | -------------- | -------------- | -------------- | -------------- |
| 2018/19                                                                                  | Сакраменто | 62               | 4                | 25,3             | 50,4             | 31,3             | 69,1             | 7,6              | 1,0              | 0,5              | 1,0              | 14,9             | Не участвовал  | Не участвовал  | Не участвовал  | Не участвовал  | Не участвовал  | Не участвовал  | Не участвовал  | Не участвовал  | Не участвовал  | Не участвовал  | Не участвовал  |
| 2019/20                                                                                  | Сакраменто | 13               | 6                | 25,7             | 46,7             | 18,2             | 80,6             | 7,5              | 0,8              | 0,5              | 0,9              | 14,2             | Не участвовал  | Не участвовал  | Не участвовал  | Не участвовал  | Не участвовал  | Не участвовал  | Не участвовал  | Не участвовал  | Не участвовал  | Не участвовал  | Не участвовал  |
| 2020/21                                                                                  | Сакраменто | 43               | 42               | 25,9             | 50,4             | 34,3             | 57,5             | 7,4              | 1,0              | 0,5              | 0,5              | 14,1             | Не участвовал  | Не участвовал  | Не участвовал  | Не участвовал  | Не участвовал  | Не участвовал  | Не участвовал  | Не участвовал  | Не участвовал  | Не участвовал  | Не участвовал  |
| 2021/22                                                                                  | Сакраменто | 30               | 17               | 21,9             | 46,3             | 24,2             | 74,5             | 7,2              | 0,6              | 0,3              | 0,4              | 9,3              | Не участвовал  | Не участвовал  | Не участвовал  | Не участвовал  | Не участвовал  | Не участвовал  | Не участвовал  | Не участвовал  | Не участвовал  | Не участвовал  | Не участвовал  |
| 2021/22                                                                                  | Детройт    | 18               | 8                | 27,2             | 55,5             | 22,9             | 59,3             | 6,8              | 1,1              | 0,7              | 0,4              | 14,6             | Не участвовал  | Не участвовал  | Не участвовал  | Не участвовал  | Не участвовал  | Не участвовал  | Не участвовал  | Не участвовал  | Не участвовал  | Не участвовал  | Не участвовал  |
| 2022/23                                                                                  | Детройт    | 42               | 25               | 23,6             | 52,9             | 28,8             | 75,0             | 6,4              | 0,9              | 0,5              | 0,7              | 12,0             | Не участвовал  | Не участвовал  | Не участвовал  | Не участвовал  | Не участвовал  | Не участвовал  | Не участвовал  | Не участвовал  | Не участвовал  | Не участвовал  | Не участвовал  |
| 2023/24                                                                                  | Детройт    | 26               | 10               | 18,4             | 59,1             | 16,7             | 82,0             | 4,5              | 1,0              | 0,2              | 0,5              | 10,2             | Не участвовал  | Не участвовал  | Не участвовал  | Не участвовал  | Не участвовал  | Не участвовал  | Не участвовал  | Не участвовал  | Не участвовал  | Не участвовал  | Не участвовал  |
| 2023/24                                                                                  | Вашингтон  | 24               | 15               | 24,0             | 58,1             | 47,1             | 70,8             | 8,1              | 1,2              | 0,6              | 0,8              | 13,3             | Не участвовал  | Не участвовал  | Не участвовал  | Не участвовал  | Не участвовал  | Не участвовал  | Не участвовал  | Не участвовал  | Не участвовал  | Не участвовал  | Не участвовал  |
|                                                                                          | Всего      | 258              | 127              | 24,0             | 51,8             | 29,6             | 69,2             | 7,0              | 0,9              | 0,5              | 0,7              | 13,0             | Не участвовал  | Не участвовал  | Не участвовал  | Не участвовал  | Не участвовал  | Не участвовал  | Не участвовал  | Не участвовал  | Не участвовал  | Не участвовал  | Не участвовал  |
| Наведите курсор мыши на аббревиатуры в заголовке таблицы, чтобы прочесть их расшифровку. |            |                  |                  |                  |                  |                  |                  |                  |                  |                  |                  |                  |                |                |                |                |                |                |                |                |                |                |                |

### Статистика в NCAA
| Сезон | Команда | Conf  | Class | GP | GS | MPG  | FG%  | 3P%  | FT%  | RPG  | APG | SPG | BPG | PPG  |
| --- | ------- | ----- | ----- | -- | -- | ---- | ---- | ---- | ---- | ---- | --- | --- | --- | ---- |
| 2017/18 | Дьюк    | ACC   | FR    | 33 | 32 | 33,9 | 61,4 | 39,7 | 62,7 | 11,1 | 1,5 | 0,8 | 0,9 | 21,0 |
| Всего | Всего   | Всего | Всего | 33 | 32 | 33,9 | 61,4 | 39,7 | 62,7 | 11,1 | 1,5 | 0,8 | 0,9 | 21,0 |
| Наведите курсор мыши на аббревиатуры в заголовке таблицы, чтобы прочесть их расшифровку Статистика приведена с сайта sports-reference.com |         |       |       |    |    |      |      |      |      |      |     |     |     |      |